# Conny Prisell
Conny Prisell, född 20 augusti 1939, död 23 oktober 2022 i Hyllinge, var en svensk kommunpolitiker i Åstorps kommun. Han representerade flera partier genom åren, främst högerpopulistiska.

## Historik
Prisell var medlem i Centerpartiet i 30 år. Under tidigt 1980-tal var han invald för Centerpartiet i Åstorps kommunfullmäktige. I december 1982 bildade han som ensam centerpartist en teknisk samverkan kallad Kommunens framtid med fullmäktiges två VPK:are så att Prisell och VPK:s Tony Wiklander fick varsin plats i kommunstyrelsen som annars hade gått till två folkpartister.
År 1985 lämnade Prisell Centerpartiet för att gå med i Centrumdemokraterna där han snart tog plats i partistyrelsen. Han hade då varit kritisk mot Centerpartiet gällande bland annat Dagmarreformen, samarbetet med KDS och partiets miljöpolitik. I Åstorp samarbetade Centrumdemokraterna med Löntagarepartiet som startats av Wiklander. Prisell kom att även engagera sig i det partiet. Efter Löntagarpartiets valframgång 1988 började Prisell och Wiklander ett försök att göra partiet till ett riksparti med namnet Framstegspartiet.
I april 1991 bytte Prisell parti till det då nybildade Ny demokrati och blev således en av de första att representera partiet i en politisk församling. Prisell var en av de många nydemokrater som efter valförlusten 1994 uteslöts ur partiet. Efter valet 1994 var Prisell ensam nydemokrat i Åstorps kommunfullmäktige och ändrade namnet på hans lokala parti till Åstorpspartiet ny demokrati.
Inför valet 1998 kortades partiets namn till enbart Åstorpspartiet. Partiet vann ett mandat 1998 och åter 2002 med Prisell som invald kandidat båda gångerna.
Inför valet 2006 inledde Åstorpspartiet ett valtekniskt samarbete med Kommunens framtid (Kof, bildat 2002 som en utbrytning ur Framstegspartiet som dittills hade varit representerat i Åstorps kommunfullmäktige). Det slutade med att de båda partierna enbart fick ett mandat. Man hade gått till val med två listor och den som toppades av Prisell vann överlägset, vilket ledde till att Prisell satt i kommunfullmäktige en mandatperiod till. Valsamverkan hade dock en bestämmelse om att man skulle dela på partistödet, vilket ledde till att Åstorpspartiet fick drivas med halvt partistöd.
I maj 2010 meddelades det att Piratpartiet skulle ställa upp i det årets kommunval i Åstorp och att Prisell var ett av fyra namn på dess lista. Några veckor därefter uttalade sig Prisells kritiskt mot kommunens mottagande av ensamkommande flyktingbarn, något han sade sig göra som representant för sitt nya parti. Piratpartiet hade en policy om att kandidater inte skulle uttala sig om andra än partiets frågor och drev vid detta tillfälle inte invandringsfrågor, vilket ledde till att Prisells uttalande utreddes internt. Prisell valde att lämna Piratpartiet kort därefter. Åstorpspartiet ställde inte upp i valet 2010 och Prisell lämnade kommunfullmäktige efter valet. Han återkom till kommunpolitiken senare under 2010 som ersättare i socialnämnden för Sverigedemokraterna. Han kallade sig dock fortsatt Åstorpspartist.
I valet 2014 kandiderade Prisell i riksdag och region för det återupplivade Framstegspartiet, som dock inte rönte någon särskild framgång. Prisell fortsatte därefter som sverigedemokrat och stod på partiets kommunlista 2018.